# 린다 헤세
린다 헤세(Linda Hesse, 1987년 5월 22일 ~ )는 독일의 가수이다.